# Цолан, Александр Филиппович
Александр Филиппович Цолан (23 февраля 1924, Троицкое, Донецкая губерния — 14 июня 1990, Троицкое, Луганская область) — командир орудия 690-го стрелкового полка (126-я стрелковая дивизия, 43-я армия, 3-й Белорусский фронт), сержант — на момент представления к награждению орденом Славы 1-й степени.

## Биография
Родился 23 февраля 1924 года в селе Троицкое Попаснянского района Луганской области Украина. Работал в колхозе.
В октябре 1943 года призван в Красную Армию. Воевал на Южном 4-м Украинском фронте. Участвовал в форсировании Сиваша и освобождении Крыма.
19 сентября 1944 года за мужество, проявленное в боях с врагом, младший сержант Цолан награждён орденом Славы 3-й степени. 1 декабря 1944 года младший сержант Цолан награждён орденом Славы 2-й степени.
24 января 1945 года при прорыве обороны противника в районе населённого пункта Парайкен за день боёв он разрушил три дзота, уничтожил три станковых пулемёта и 18 солдат противника. Когда в бою вышел из строя весь расчёт, он продолжал вести огонь в одиночку.
Указом Президиума Верховного Совета СССР от 19 апреля 1945 года за мужество, отвагу и героизм сержант Цолан Александр Филиппович награждён орденом Славы 1-й степени. Награда вручена в 1950 году.
В феврале 1945 года под Кёнигсбергом он был тяжело ранен в руку и ногу. В июне того же года демобилизован.